# Чарльз Макгонігал
Чарльз Макгонігал — колишній керівник контррозвідки польового офісу Федерального бюро розслідувань у Нью-Йорку. У січні 2023 року його заарештували та висунули федеральне звинувачення у відмиванні грошей, порушенні санкцій США проти Росії та інших пунктах за нібито співпрацю з російським олігархом Олегом Дерипаскою, який йому доручив розслідувати конкурента Дерипаски. Його окремо звинуватили в тому, що він нібито приймав гроші від колишнього співробітника албанської розвідки та діяв в інтересах цієї особи.
До виходу на пенсію Макгонігал очолював у 2010 році розслідування оприлюднення Wikileaks понад 200 000 документів Державного департаменту. Макгонігал також керувала розслідуванням звинуваченої у співпраці з Wikileaks Челсі Меннінг.
У 1990 році Макгонігал отримав ступінь бакалавра ділового адміністрування, а пізніше отримав ступінь магістра в Університеті Джонса Гопкінса. Він приєднався до Бюро в 1996 році і розслідував катастрофу рейсу TWA 800. У 2002 році Макгонігал призначений на посаду наглядового спеціального агента у відділі контршпигунства в штаб-квартирі ФБР. У 2006 році він став польовим керівником загону контррозвідки у Вашингтонському польовому офісі. У 2016 році Макгонігал був призначений керівником відділу координації кіберрозвідки Департаменту контррозвідки. 4 жовтня 2016 року було оголошено, що Макгонігал призначений Джеймсом Б. Комі «Спеціальним агентом, відповідальним за Відділ контррозвідки Нью-Йоркського офісу». Макгонігал звільнився з ФБР у 2018 році.
У грудні 2023 року Чарльза Макгонігал засудили до понад чотирьох років позбавлення волі за порушення правил США. санкції проти Росії, включно з відмиванням грошей олігарха Олега Дерипаски..